# Sleiman Hajjar
Sleiman Hajjar BS (* 13. Mai 1950 in Jezzine im Libanon; † 10. März 2002 in Florida, USA) war der zweite Bischof der Melkitischen Griechisch-Katholischen Kirche von Saint-Sauveur de Montréal in Kanada.

## Leben
Seine Kindheit verbrachte Hajjar in einer gläubigen Familie. Er studierte an der Université Saint-Joseph in Beirut und erlangte einen Abschluss in Betriebswirtschaftslehre. Danach begann er sein Studium in Liturgie und Theologie an der Heilig-Geist-Universität Kaslik. Er sprach fließend Arabisch, Englisch und Französisch. Am 4. August 1979 wurde er zum Ordenspriester der Melkitischen Basilianer vom Heiligsten Erlöser geweiht. Von 1979 bis 1995 war er in mehreren melkitischen Kirchengemeinden als Lehrer und Pfarrverwalter sowie als Rektor tätig. Gleichzeitig engagierte er sich bei sozialen und kulturellen Projekten. Seinen seelsorgerischen Schwerpunkt fand er in der Jugendseelsorge. 1995 übernahm er in Kanada die Pfarrgemeinde St. Peter und Paul in Ottawa.
Am 10. Juli 1998 erfolgte durch Papst Johannes Paul II. die Ernennung zum Bischof von Saint-Sauveur de Montréal, er wurde Nachfolger von Michel Hakim. Die Bischofsweihe spendete ihm der Patriarch von Antiochien, Erzbischof Maximos V. Hakim, am 6. August 1998; Mitkonsekratoren waren Erzbischof Michel Hakim BS und Bischof Issam John Darwich BS von Sydney. Am 10. März 2002 verstarb Bischof Hajjar während einer Urlaubsreise in Florida (USA) an einem plötzlichen Herztod nach nur knapp vierjähriger Amtszeit. Bischof Ibrahim Michael Ibrahim wurde zu seinem Nachfolger ernannt.